# Bistum Kandy
Das Bistum Kandy (lat.: Dioecesis Kandiensis) ist eine in Sri Lanka gelegene römisch-katholische Diözese mit Sitz in Kandy.

## Geschichte
Das Bistum Kandy wurde am 20. April 1883 durch Papst Leo XIII. aus Gebietsabtretungen des Bistums Colombo als Apostolisches Vikariat Kandy errichtet.
Am 1. September 1886 wurde das Apostolische Vikariat Kandy durch Leo XIII. zum Bistum erhoben und dem Erzbistum Colombo als Suffraganbistum unterstellt. Das Bistum Kandy gab am 18. Dezember 1972 Teile seines Territoriums zur Gründung des Bistums Badulla ab.

## Ordinarien

### Apostolische Vikare von Kandy
- Clemente Pagnani OSB, 1883–1886

### Bischöfe von Kandy
- Clemente Pagnani OSB, 1886–1911
- Bede Beckmeyer OSB, 1912–1935
- Bernardo Regno OSB, 1936–1958
- Leo Nanayakkara OSB, 1959–1972, dann Bischof von Badulla
- Appasinghe Paul Perera, 1973–1983
- Joseph Vianney Fernando, 1983–2021
- Warnakulasurya Wadumestrige Devasritha Valence Mendis, seit 2021